# Пятнистоухий трахифонус
Пятнистоухий трахифонус (лат. Trachyphonus darnaudii) — птица из семейства африканских бородаток, родом из Восточной Африки. Видовое латинское название дано в честь французского инженера, исследователя Африки и охотника Жозефа Понса Д’Арно (Joseph Pons d’Arnaud, 1811—1884).
Встречается как в одиночку, так и небольшими разрозненными группами. Питается насекомыми, сочными плодами, семенами. Гнездится в собственно вырытых норах.

## Описание
Плотного сложения птица, чуть мельче обыкновенного скворца: длина варьирует от 16 до 19 см. Описаны четыре расы, изменчивость между которыми проявляется в размерах и варьировании общей окраски, оттенков и рисунков оперения. Масса подвидов T. d. darnaudii и T. d. boehmi 17—39 г, подвидов T. d. usambiro и T. d. emini 32—51 г. Жёлтые или оранжево-жёлтые перья головы имеют тёмные основания и вершины, из-за чего вся поверхность головы выглядит пёстрой. У подвида T. d. boehmi перья на темени и затылке чёрные без отметин, образуют однотонную «шапочку», у T. d. usambiro и T. d. emini перья скорее жёлтые, без оранжевого оттенка. Возбуждённая птица приподнимает перья темени в виде хохолка. Спина, крылья и хвост тёмно-бурые, почти чёрные, с многочисленными пятнами белого цвета. На горле и верхней части груди чёрная «манишка». Брюхо грязно-белое или желтоватое, подхвостье скорее красное. Клюв скорее короткий, рогового цвета, более тёмный у подвидов T. d. boehmi и T. d. usambiro. Половые различия не выражены. Окраска молодых более бледная, с меньшим количеством тёмных пятен на голове. Летает медленно и неуклюже, что делает птицу уязвимой для хищников на открытой местности. Голосиста в течение всего года, часто перекликается дуэтом вместе с партнёром.

## Распространение
Распространён на востоке африканского континента: в юго-восточном Судане, Эритрее, Эфиопии, Сомали, северо-восточной Уганде, Кении и Танзании. Населяет травянистые и кустарниковые саванны, редколесья, поляны среди зарослей колючих кустарников, пастбища. Нередко встречается на открытых лужайках в сельских населённых пунктах, в том числе заброшенных. Как правило, не поднимается выше 1900 м над уровнем моря, но на юге ареала встречается на высоте до 2100 м над уровнем моря. Побережья достигает лишь на территории Сомали. Отдаёт предпочтение засушливым ландшафтам с участками оголённой почвы, нередко в стороне от водоёмов.

## Питание
Кормится в основном на поверхности земли, реже в нижнем ярусе кустарника. Выбор кормов довольно широкий, включает в себя пищу растительного и животного происхождения. Из насекомых отдаёт предпочтение муравьям, термитам и кузнечикам на всех стадиях развития. Также употребляет в пищу ягоды и семена различных растений. В случае опасности прячется в норах или близлежащих кустах.

## Размножение
Гнездится группами из 3—5 особей, состоящими из основной пары и «помощников», которыми, возможно, являются потомки с предыдущего помёта. Для пары характерно пение дуэтом, при этом попытки петь других членов группы агрессивно пресекаются. Как и другие представители рода, пятнистоухий трахифонус устраивает гнездо в самостоятельно вырытой норе. Нора, общая длина которого варьирует от 45 до 90 см, по форме напоминает рукоятку зонта: вначале идёт вертикальный тоннель, после которого следует ответвление наверх с камерой на конце; такая конфигурация позволяет избежать затопления в случае не очень сильного дождя. Нередко вход в тоннель прикрыт пучком травы, но может быть и полностью открытым, кусты и другая древесная растительность в целях маскировки не используются. Гнездовая камера обильно выстилается травой. В кладке 2—4 белых матовых яйца. Сроки высиживания и оперения, равно как и роль помощников, не изучены. 

## Галерея

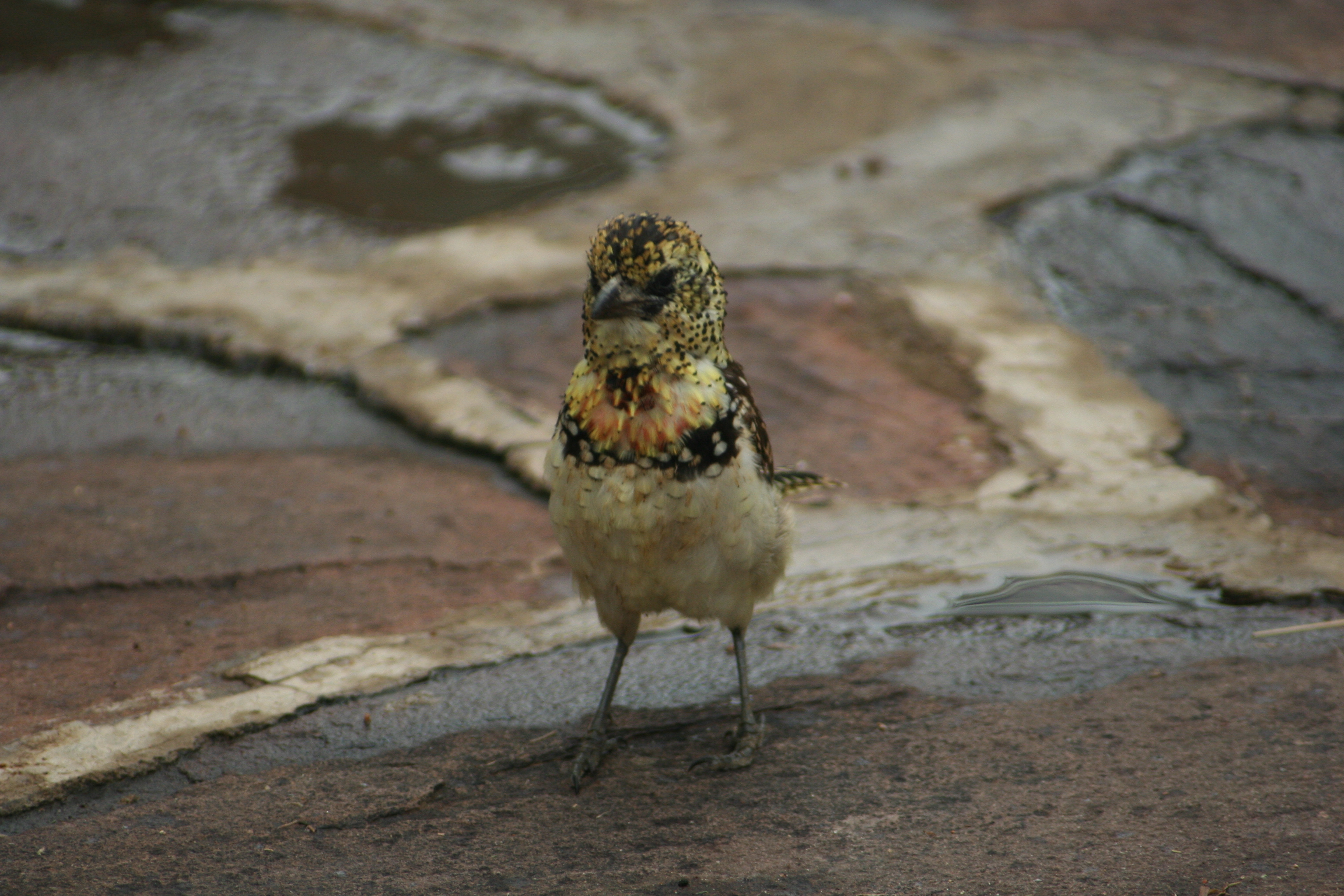
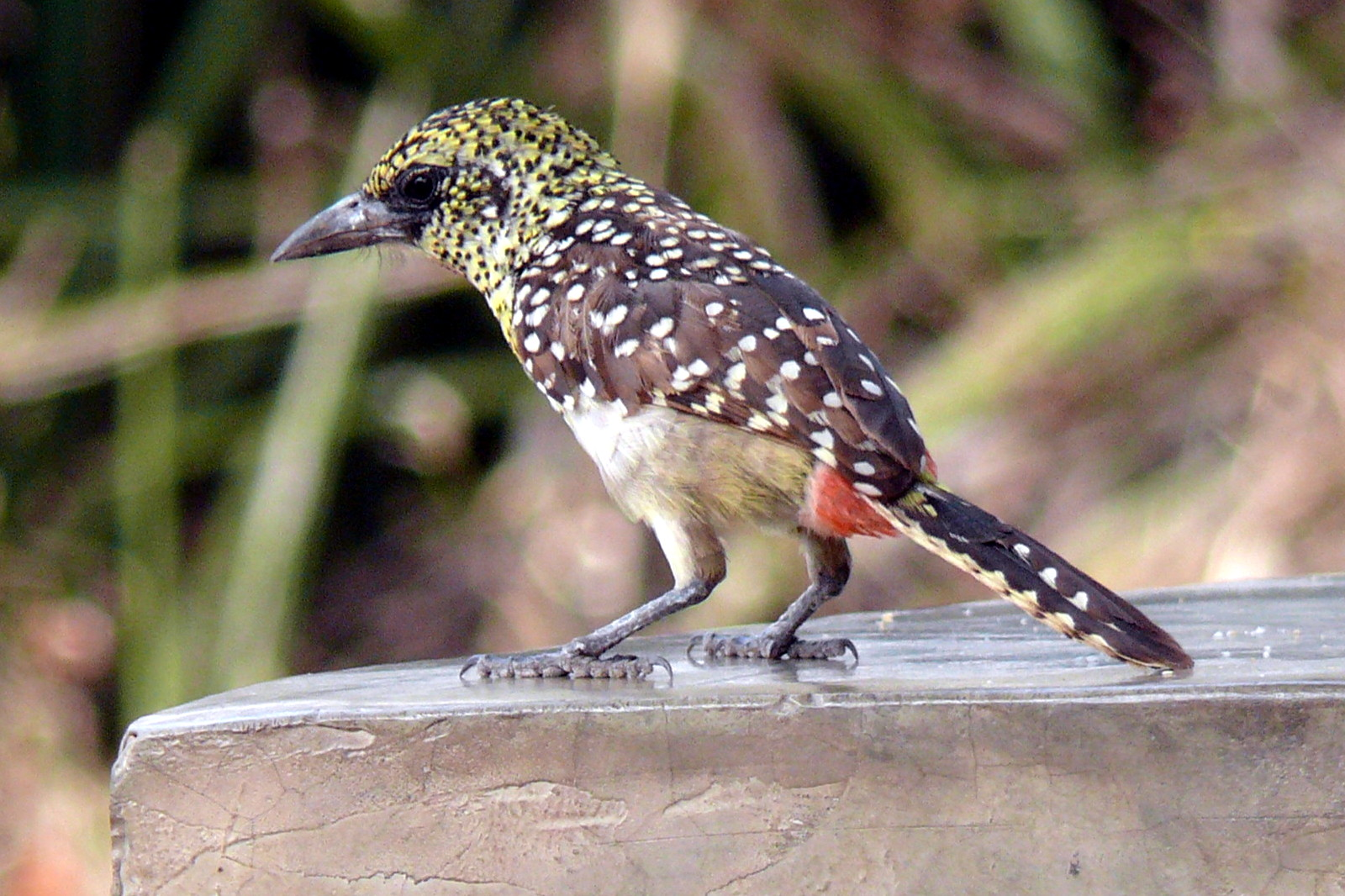
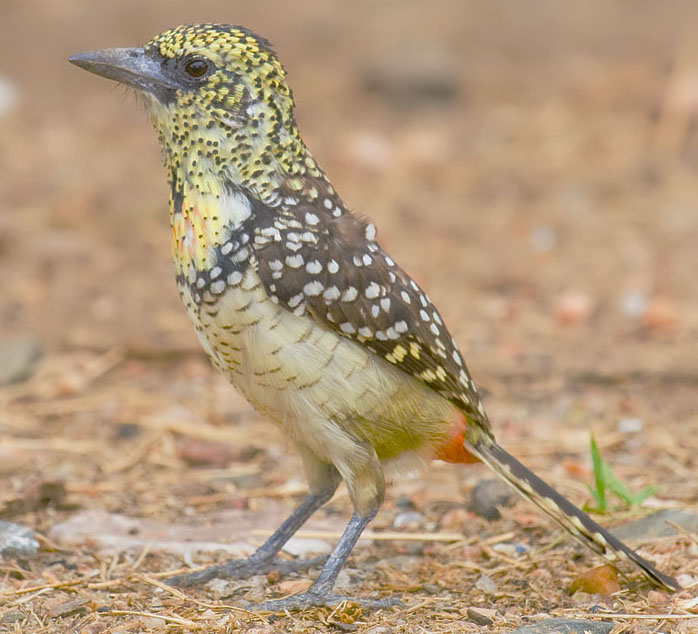